# Ель-Дорадо-Спрінгс (Міссурі)
Ель-Дорадо-Спрінгс (англ. El Dorado Springs) — місто (англ. city) в США, в окрузі Седар штату Міссурі. Населення — 3493 особи (2020).

## Географія
Ель-Дорадо-Спрінгс розташований за координатами 37°52′11″ пн. ш. 94°1′12″ зх. д. / 37.86972° пн. ш. 94.02000° зх. д. (37.869698, -94.019954).  За даними Бюро перепису населення США в 2010 році місто мало площу 8,02 км², з яких 7,98 км² — суходіл та 0,04 км² — водойми.

## Демографія
Згідно з переписом 2010 року, у місті мешкали 3593 особи в 1591 домогосподарстві у складі 908 родин. Густота населення становила 448 осіб/км².  Було 1918 помешкань (239/км²).
Расовий склад населення:
| - 96,0 % — білих - 0,8 % — корінних американців - 0,5 % — азіатів |

До двох чи більше рас належало 1,9 %. Частка іспаномовних становила 2,2 % від усіх жителів.
За віковим діапазоном населення розподілялося таким чином: 23,9 % — особи молодші 18 років, 54,9 % — особи у віці 18—64 років, 21,2 % — особи у віці 65 років та старші. Медіана віку мешканця становила 41,1 року. На 100 осіб жіночої статі у місті припадало 85,9 чоловіків;  на 100 жінок у віці від 18 років та старших — 82,3 чоловіків також старших 18 років.
Середній дохід на одне домашнє господарство  становив 30 896 доларів США (медіана — 19 760), а середній дохід на одну сім'ю — 37 012 долари (медіана — 34 375). За межею бідності перебувало 45,7 % осіб, у тому числі 54,1 % дітей у віці до 18 років та 35,4 % осіб у віці 65 років та старших.
Цивільне працевлаштоване населення становило 1089 осіб. Основні галузі зайнятості: освіта, охорона здоров'я та соціальна допомога — 25,5 %, виробництво — 14,8 %, роздрібна торгівля — 13,9 %.